# 20 lutego
20 lutego jest 51. dniem w kalendarzu gregoriańskim. Do końca roku pozostało 314 (w latach przestępnych 315) dni.

## Święta
- Imieniny obchodzą: Amata, Aulus, Eleuteria, Eleuteriusz, Eleutery, Elżbieta, Euchariusz, Euchary, Eustachiusz, Eustachy, Falkon, Franciszek, Hiacynta, Jan, Julia, Leon, Leona, Lubomir, Ludomił, Ludomiła, Ludomir, Nila, Nilus, Peleusz, Serapion, Siestrzewit, Sylwan, Ulryk, Walery i Zenobiusz
- Międzynarodowe
  - Międzynarodowy Dzień Palących Fajkę (ang. International Pipe Smoking Day, w Polsce, jako Dzień Fajczarzy)
  - Światowy Dzień Sprawiedliwości Społecznej (od 2009 ustanowiony przez Zgromadzenie Ogólne ONZ)
- Wspomnienia i święta w Kościele katolickim[1][2] obchodzą:
  - bł. Amata z Asyżu (klaryska)
  - św. Falkon z Maastricht (biskup)
  - św. Franciszek i Hiacynta Marto
  - św. Leon z Katanii (biskup)
  - św. Zenobiusz z Sydonu (męczennik)

## Wydarzenia w Polsce

Herb Litwy Środkowej według wzoru z 1920 roku

- 1387 – Z okazji chrztu Litwy, król Polski i wielki książę litewski Władysław II Jagiełło, nadał szlachcie litewskiej przywilej – ochrzczeni szlachcice pełniący służbę wojskową otrzymali na własność ziemie inflanckie, prawo do swobodnego rozporządzania nimi oraz swobodne zarządzanie małżeństwem córek i innymi sprawami.
- 1444 – Mrągowo otrzymało rozszerzone prawa miejskie.
- 1454 – Przedstawiciele Związku Pruskiego zwrócili się do Polski o przyłączenie ich ziem do Królestwa.
- 1530 – 9-letni Zygmunt II August został koronowany vivente rege na króla Polski.
- 1532 – Podpisano rozejm polsko-mołdawski kończący wojnę o Pokucie.
- 1578 – Przed kościołem św. Anny w Warszawie margrabia Jerzy Fryderyk Hohenzollern złożył hołd lenny królowi Stefanowi Batoremu.
- 1651 – Powstanie Chmielnickiego: rozpoczęła się bitwa pod Krasnem.
- 1735 – Wojna o sukcesję polską: miała miejsce bitwa pod Widawą.
- 1771 – Konfederaci barscy odnieśli zwycięstwo nad wojskami rosyjskimi w bitwie o Lanckoronę.
- 1831 – Powstanie listopadowe: zwycięstwo powstańców w I bitwie pod Wawrem.
- 1856 – Otwarto odcinek kolei galicyjskiej Kraków-Dębica.
- 1919:
  - Sejm Ustawodawczy uchwalił Małą Konstytucję.
  - Sejm Ustawodawczy zatwierdził Józefa Piłsudskiego jako głowę państwa z tytułem Naczelnika Państwa. 14 grudnia 1922 roku Piłsudski przekazał władzę wybranemu przez Zgromadzenie Narodowe, na mocy konstytucji marcowej, pierwszemu prezydentowi RP Gabrielowi Narutowiczowi.
- 1920 – Założono klub piłkarski Śląsk Świętochłowice.
- 1922 – Sejm Wileński przyjął uchwałę o przyłączeniu Litwy Środkowej do Polski.
- 1932 – Wszedł do służby okręt podwodny ORP „Żbik”.
- 1940 – W Zakopanem rozpoczęła się trzecia metodyczna konferencja Gestapo-NKWD.
- 1942:
  - W Poznaniu odbyła się Akcja Bollwerk, w trakcie której zniszczono niemieckie magazyny w porcie rzecznym.
  - Z inicjatywy Wacława Krzeptowskiego, który został jego przewodniczącym, powstał kolaboracyjny Goralisches Komitee (pol. Komitet Góralski), będący namiastką władzy samorządowej Goralenvolku.
- 1943 – W Warszawie ukazało się pierwsze wydanie „Walki Młodych”, konspiracyjnego organu prasowego Związku Walki Młodych.
- 1945 – Armia Czerwona zajęła Krosno Odrzańskie.
- 1948 – Uruchomiono pierwszą po wojnie linię promową na trasie Świnoujście-Trelleborg (Szwecja).
- 1964 – Założono klub sportowy Start Nidzica.
- 1966 – Krzysztof Jasiński założył Teatr STU w Krakowie.
- 1968 – Utworzono Państwową Inspekcję Radiową.
- 1971 – Wszedł do służby okręt hydrograficzny ORP „Kopernik”.
- 1972 – Premiera 1. odcinka serialu telewizyjnego Samochodzik i templariusze w reżyserii Huberta Drapelli.
- 1974 – Premiera filmu Drzwi w murze w reżyserii Stanisława Różewicza.
- 1975 – Otwarto Kombinat gastronomiczny „Kaskada” w Łodzi.
- 1982 – W gdańskiej Stoczni Północnej zwodowano okręt hydrograficzny ORP „Arctowski”.
- 2004 – Sejm RP ustanowił dzień 2 maja Dniem Flagi Narodowej Rzeczypospolitej Polskiej.

## Wydarzenia na świecie
- 1194 – Wilhelm III został królem Sycylii.
- 1258 – 10 dni po zdobyciu Bagdadu, po wymordowaniu mieszkańców i zburzeniu miasta, Mongołowie zgładzili kalifa Al-Musta’sima.
- 1472 – Szkocja anektowała należące dotychczas do Norwegii Orkady i Szetlandy.
- 1524 – Hiszpański podbój Majów: miała miejsce bitwa pod Quetzaltenango.
- 1547 – Edward VI Tudor został koronowany w katedrze westminsterskiej na króla Anglii.
- 1582 – Z Nagasaki wypłynął portugalski statek handlowy z członkami pierwszej japońskiej misji dyplomatycznej do Europy.
- 1631 – Późniejszy cesarz rzymski Ferdynand III Habsburg poślubił księżniczkę Marię Annę Habsburg, córkę króla Hiszpanii Filipa III Habsburga.
- 1724 – W Londynie odbyła się premiera opery Juliusz Cezar Georga Friedricha Händla.
- 1755 – Wojna o panowanie w Ameryce Północnej: ekspedycyjne wojska brytyjskie pod dowództwem gen. Edwarda Braddocka wylądowały w Wirginii.
- 1781 – Powstanie Tupaca Amaru II: zwycięstwo wojsk hiszpańskich w bitwie pod wzgórzem Punilla w Boliwii.
- 1790 – Leopold II Habsburg został arcyksięciem Austrii oraz królem Czech i Węgier.
- 1798 – Papież Pius VI został uprowadzony przez wojska napoleońskie i przewieziony do Sieny.
- 1809 – Wojna na Półwyspie Iberyjskim: wojska francusko-polskie po dwumiesięcznym oblężeniu zdobyły Saragossę.
- 1810:
  - We włoskiej Mantui został rozstrzelany przywódca powstania przeciwko Francuzom i Bawarczykom, tyrolski bohater narodowy Andreas Hofer.
  - Wojna na Półwyspie Iberyjskim: zwycięstwo wojsk napoleońskich nad hiszpańskimi w bitwie pod Vich.
- 1811 – Austria ogłosiła bankructwo.
- 1813 – Powstańcy argentyńscy pokonali Hiszpanów w bitwie pod Saltą.
- 1816 – W rzymskim Teatro Argentina odbyła się premiera opery Cyrulik sewilski z muzyką Gioacchino Rossiniego i librettem Cesare Sterbiniego według sztuki Pierre’a Beaumarchais’go pod tym samym tytułem.
- 1818 – III wojna Brytyjczyków z Imperium Marathów: zwycięstwo jazdy brytyjskiej w bitwie pod Ashti (Indie).
- 1820 – Armand-Emmanuel du Plessis, książę Richelieu został po raz drugi premierem Królestwa Francji.
- 1827 – Wojna brazylijsko-argentyńska: zwycięstwo sprzymierzonych wojsk argentyńsko-urugwajskich w bitwie pod Ituzaingo.
- 1835 – W wyniku trzęsienia ziemi o sile 8,2 stopnia w skali Richtera i wywołanego przez nie tsunami w chilijskim mieście Concepción zginęło około 50 osób.
- 1864 – Wojna secesyjna: zwycięstwo Konfederatów w bitwie pod Olustee.
- 1865 – Uczelnia Massachusetts Institute of Technology zaczęła kształcić studentów.
- 1868:
  - Przyszły ostatni król Bawarii Ludwik III ożenił się z Marią Teresą Habsburg-Este.
  - Ustanowiono Order Korony Włoch.
- 1874 – W Wielkiej Brytanii powstał drugi rząd lorda Beaconsfielda.
- 1876 – Amerykański astronom Christian Peters odkrył planetoidę (160) Una.
- 1878 – Kardynał Gioacchino Pecci został wybrany na papieża i przyjął imię Leon XIII.
- 1890 – Odbyły się wybory do Reichstagu, które zdecydowały o upadku rządu kanclerza Ottona von Bismarcka.
- 1901 – Włoski astronom Luigi Carnera odkrył planetoidę (469) Argentina.
- 1909 – Na łamach dziennika Le Figaro Filippo Tommaso Marinetti opublikował Manifest futuryzmu.
- 1910:
  - W Petersburgu odbyła się premiera baletu Karnawał z muzyką Roberta Schumanna.
  - Został zamordowany premier Egiptu Butrus Ghali.
- 1912 – Jens Bratlie został premierem Norwegii.
- 1913 – Gonbee Yamamoto został premierem Japonii.
- 1915 – W San Francisco rozpoczęła się Wystawa Światowa.
- 1932:
  - André Tardieu został po raz trzeci premierem Francji.
  - Gen. Augustín Pedro Justo został prezydentem Argentyny.
- 1933 – Kongres Stanów Zjednoczonych przyjął 21. poprawkę do konstytucji znoszącą prohibicję.
- 1935 – Żona kapitana norweskiego statku wielorybniczego Caroline Mikkelsen została pierwszą kobietą, która postawiła nogę na Antarktydzie.
- 1936 – Premiera amerykańskiego filmu muzycznego Błękitna parada w reżyserii Marka Sandricha.
- 1938:
  - Brytyjski minister spraw zagranicznych Anthony Eden podał się do dymisji.
  - Hiszpańska wojna domowa: zwycięstwem wojsk nacjonalistycznych zakończyła się bitwa o Teruel.
  - Język retoromański został czwartym językiem państwowym w Szwajcarii.
  - Roberto María Ortiz został prezydentem Argentyny.
- 1939:
  - Dokonano oblotu amerykańskiego samolotu pasażerskiego i transportowego Douglas DC-5.
  - Hubert Pierlot został premierem Belgii.
  - Założono urugwajski klub piłkarski Boston River Montevideo.
- 1940 – Bitwa o Atlantyk: zaginął bez śladu niemiecki okręt podwodny U-54 wraz z 41-osobową załogą
- 1941:
  - Został sformowany 317 Dywizjon Myśliwski „Wileński”.
  - Premiera amerykańskiej komedii filmowej Na tytoniowym szlaku w reżyserii Johna Forda.
- 1942 – Wojna na Pacyfiku: armia japońska dokonała inwazji na należący do neutralnej Portugalii Timor Wschodni.
- 1943:
  - Front wschodni: rozpoczęła się bitwa o Charków.
  - Na polu kukurydzy w środkowym Meksyku zaczął się formować wulkan Paricutín.
- 1944:
  - Członkowie norweskiego ruchu oporu zatopili na jeziorze Tinnsjå prom „Hydro” z ładunkiem 16 ton ciężkiej wody, niezbędnej do produkcji niemieckiej bomby atomowej.
  - Iwan Koniew został mianowany marszałkiem ZSRR.
  - Wojna na Pacyfiku: wojska amerykańskie zdobyły atol Enewetak na Wyspach Marshalla.
- 1945:
  - Bitwa o Atlantyk: u wybrzeży Irlandii niemiecki okręt podwodny U-1276 zatopił płynącą w konwoju brytyjską korwetę HMS „Vervain”, w wyniku czego zginęło 60 spośród 94 członków załogi (w tym dowódca), a następnie sam został zatopiony bombami głębinowymi wraz z 49-osobową załogą przez płynący w tym samym konwoju slup HMS „Amethyst”.
  - Wojna na Pacyfiku: na Morzu Południowochińskim amerykański okręt podwodny USS „Pargo” zatopił japoński niszczyciel „Nokaze”, w wyniku czego zginęło 209 spośród 230 członków załogi.
- 1946 – W wyniku eksplozji w kopalni węgla kamiennego w Bergkamen w niemieckim Zagłębiu Ruhry zginęło 405 górników.
- 1947 – Wystrzelona przez Amerykanów rakieta V2 po raz pierwszy w historii wyniosła w przestrzeń kosmiczną (na wysokość 109 km) zwierzęta (muszki owocowe).
- 1956 – W katastrofie francuskiego samolotu Douglas DC-6 pod Kairem zginęły 52 osoby.
- 1959 – Rząd kanadyjski anulował program budowy myśliwca przechwytującego ze skrzydłami w układzie delta Avro Canada CF-105 Arrow. Dokumentację techniczną i 5 prototypów zniszczono z obawy przed szpiegostwem.
- 1962 – John Glenn na pokładzie statku Mercury 6 jako pierwszy amerykański astronauta okrążył Ziemię w locie orbitalnym.
- 1964:
  - Hussajn Oueini został po raz drugi premierem Libanu.
  - Maroko i Algieria zawarły w Rabacie porozumienie kończące wojnę graniczną.
- 1965 – Amerykańska sonda kosmiczna Ranger 8 po wykonaniu 7 tys. zdjęć Księżyca rozbiła się o jego powierzchnię.
- 1968 – Wyemitowano pilotowy odcinek amerykańskiego kryminalnego serialu telewizyjnego Columbo.
- 1974:
  - Na filipińskiej wyspie Lubang został odnaleziony japoński żołnierz Hirō Onoda, ukrywający się w dżungli od zakończenia II wojny światowej.
  - Wszedł do służby amerykański samolot patrolowy Lockheed S-3 Viking.
- 1978 – Leonid Breżniew został odznaczony Orderem Zwycięstwa.
- 1985:
  - Premiera brytyjskiego komediodramatu Brazil w reżyserii Terry’ego Gilliama.
  - Premier Wielkiej Brytanii Margaret Thatcher wygłosiła przemówienie podczas sesji Kongresu USA.
- 1987 – W sklepie komputerowym w Salt Lake City w stanie Utah wybuchła bomba wysłana przez Theodore’a Kaczynskiego „Unabombera”.
- 1988 – Parlament zamieszkanego przez Ormian Nagorno-Karabachskiego Obwodu Autonomicznego w Azerbejdżanie ogłosił przyłączenie do Armenii.
- 1991 – W stolicy Albanii Tiranie wielotysięczny tłum obalił pomnik komunistycznego dyktatora Envera Hodży.
- 1992 – Powstała najwyższa zawodowa angielska liga piłkarska Premier League.
- 2002 – 383 osoby zginęły w pożarze pociągu na trasie Kair-Asuan w Egipcie.
- 2003:
  - 100 osób zginęło, a ponad 200 zostało rannych w pożarze klubu nocnego The Station w West Warwick w amerykańskim stanie Rhode Island.
  - Powstała Wikipedia litewskojęzyczna – pierwszy wprowadzony artykuł poświęcono komputerowi.
- 2005 – Hiszpanie opowiedzieli się w referendum za ratyfikacją Traktatu ustanawiającego Konstytucję dla Europy.
- 2006 – Przyjęto nową flagę Demokratycznej Republiki Konga.
- 2008:
  - Otwarto linię szybkiej kolei Madryt-Barcelona.
  - Parlament Luksemburga przyjął ustawę legalizującą eutanazję.
- 2009:
  - Podczas Mistrzostw Świata w Narciarstwie Klasycznym w czeskim Libercu Amerykanka Lindsey Van zdobyła złoty medal w pierwszym w historii konkursie skoków narciarskich kobiet.
  - Ukraiński samolot transportowy An-12 runął na ziemię krótko po starcie z lotniska w Luksorze (Egipt), w wyniku czego zginęło 5 członków załogi.
- 2010:
  - Na Krecie temperatura osiągnęła najwyższą wartość w lutym w historii pomiarów. W Iraklionie zanotowano +29 °C.
  - Podczas XXI Zimowych Igrzysk Olimpijskich w Vancouver Adam Małysz zdobył srebrny medal w konkursie na dużej skoczni.
  - W powodziach i lawinach błotnych na portugalskiej Maderze zginęło blisko 50 osób, a ponad 100 zostało rannych.
- 2013 – NASA ogłosiła odkrycie najmniejszej znanej planety pozasłonecznej Kepler-37b.
- 2014 – Euromajdan: wskutek podpalenia przez milicjantów przy pomocy koktajli Mołotowa zajętego przez opozycję budynku konserwatorium muzycznego w Kijowie zerwany został krótkotrwały rozejm i doszło do najbardziej gwałtownych starć rewolucji pomiędzy demonstrantami a siłami milicji i Berkutu, w których zginęło 75 osób, a 567 odniosło obrażenia.
- 2022 – W Pekinie zakończyły się XXIV Zimowe Igrzyska Olimpijskie.
- 2023 – Prezydent USA Joe Biden przybył z wizytą do Kijowa.

## Urodzili się
- 1358 – Eleonora Aragońska, królowa Kastylii i Leónu (zm. 1382)
- 1375 – Ruprecht Pipan, książę Palatynatu (zm. 1397)
- 1469 – Tommaso de Vio, włoski duchowny katolicki, generał zakonu dominikanów, arcybiskup Gaety i Palermo, kardynał (zm. 1534)
- 1523 – Jan Blahoslav, czeski duchowny Jednoty Braci Czeskich, humanista, gramatyk, kompozytor (zm. 1571)
- 1633 – Jan de Baen, niderlandzki malarz (zm. 1702)
- 1654 – Innocenty Winnicki, duchowny prawosławny, następnie greckokatolicki, biskup przemyski (zm. 1700)
- 1698 – Bernardo Tanucci, neapolitański polityk (zm. 1783)
- 1705 – Nicolas Chédeville, francuski kompozytor (zm. 1782)
- 1726 – William Prescott, amerykański pułkownik (zm. 1795)
- 1733 – Szymon Bogumił Zug, niemiecki architekt (zm. 1807)
- 1734 – Franz Beck, niemiecki kompozytor (zm. 1809)
- 1742 – James Gandon, brytyjski architekt (zm. 1823)
- 1744 – Alessandro Mattei, włoski duchowny katolicki, arcybiskup metropolita Ferrary, kardynał (zm. 1820)
- 1751 – Johann Heinrich Voß, niemiecki poeta, tłumacz (zm. 1826)
- 1754 – Stephen Row Bradley, amerykański prawnik, polityk, senator (zm. 1830)
- 1756 – Angelica Schuyler Church, amerykańska działaczka socjaldemokratyczna (zm. 1814)
- 1759 – Johann Christian Reil, niemiecki fizjolog, anatom, psychiatra (zm. 1813)
- 1763 – Vojtěch Jírovec, czeski kompozytor, skrzypek, organista (zm. 1850)
- 1791 – Ferdinand Schmidt, słoweńsko-węgierski przyrodnik, entomolog, kupiec (zm. 1878)
- 1795 – Franz Xaver Stöber, austriacki grafik (zm. 1858)
- 1799 – John Pakington, brytyjski arystokrata, polityk (zm. 1880)
- 1802 – Charles Auguste de Bériot, belgijski skrzypek, kompozytor (zm. 1870)
- 1803 – Henry Stanbery, amerykański prawnik, polityk (zm. 1881)
- 1805:
  - Angelina Grimké, amerykańska abolicjonistka, sufrażystka (zm. 1879)
  - Wojciech Lipski, polski ziemianin kaliski, działacz narodowy i społeczny (zm. 1855)
- 1806 – Maciej Palacz, polski chłop, powstaniec wielkopolski, polityk, działacz niepodległościowy (zm. 1885)
- 1807 – Antoine Bazin, francuski dermatolog (zm. 1878)
- 1808 – Piotr Borie, francuski duchowny katolicki, biskup, misjonarz, męczennik, święty (zm. 1838)
- 1810:
  - Henri Martin, francuski historyk, polityk (zm. 1883)
  - Thomas Ara Spence, amerykański prawnik, polityk (zm. 1877)
- 1811 – Maciej Józef Kapuściński, polski lekarz, działacz wielkopolski, uczestnik powstania listopadowego (zm. 1873)
- 1814 – Maciej Stęczyński, polski poeta, podróżnik, rysownik (zm. 1890)
- 1815 – Louis Le Chatelier, francuski inżynier górnictwa (zm. 1873)
- 1819 – Alfred Escher, szwajcarski przedsiębiorca, polityk (zm. 1882)
- 1831 – Patrick John Ryan, amerykański duchowny katolicki, arcybiskup metropolita Filadelfii pochodzenia irlandzkiego (zm. 1911)
- 1839 – Leon Dudrewicz, polski pediatra, antropolog (zm. 1905)
- 1841:
  - Hendrich Jordan, serbołużycki folklorysta, wydawca, pedagog (zm. 1910)
  - Tobiasz Stullich, mazurski poeta ludowy (zm. 1908)
- 1844:
  - Ludwig Boltzmann, austriacki fizyk, wykładowca akademicki (zm. 1906)
  - Mihály Munkácsy, węgierski malarz (zm. 1900)
  - Joshua Slocum, kanadyjski żeglarz (zm. 1909)
- 1849:
  - Leon Barszczewski, polski topograf, geolog, etnograf, archeolog, przyrodnik, glacjolog, fotograf, pułkownik w służbie rosyjskiej (zm. 1910)
  - Mieczysław Dowojna-Sylwestrowicz, polski dziennikarz, publicysta, poeta, folklorysta (zm. 1919)
  - Iwan Geszow, bułgarski bankier, polityk, premier Bułgarii (zm. 1924)
- 1854 – Awksientij Jurtow, rosyjski duchowny prawosławny, etnograf, folklorysta, tłumacz (zm. 1916)
- 1855 – Adolf Ligoń, polski działacz społeczny, pisarz, dziennikarz, wydawca (zm. 1931)
- 1857:
  - Franciszek Konarski, polski nauczyciel, polonista, poeta, tłumacz (zm. 1907)
  - Dora Seemann, polska malarka (zm. 1929)
- 1858:
  - Jan Ciągliński, polski malarz (zm. 1913)
  - Howard Kelly, amerykański chirurg, ginekolog, wynalazca, autor podręczników (zm. 1943)
- 1860:
  - Fabian Himmelblau, polski księgarz, wydawca pochodzenia żydowskiego (zm. 1931)
  - Millard Carr Van Duzee, amerykański entomolog (zm. 1934)
- 1862 – Edward Porębowicz, polski romanista, literaturoznawca, poeta, tłumacz (zm. 1937)
- 1863 – Lucien Pissarro, francusko-brytyjski malarz (zm. 1944)
- 1864 – Henry Rawlinson, brytyjski baron, generał (zm. 1925)
- 1865 – Abram Kaltmann, polski lekarz pochodzenia żydowskiego (zm. 1930)
- 1867:
  - Dionisio Anzilotti, włoski prawnik (zm. 1950)
  - Ludwika Koburg, księżna Fife (zm. 1931)
  - Milorad Mitrović, serbski poeta (zm. 1907)
- 1868 – Maurycy Poznański, polski przemysłowiec, działacz społeczny i polityczny pochodzenia żydowskiego (zm. 1937)
- 1869 – George Caridia, brytyjski tenisista (zm. 1967)
- 1871 – Fabian Kobordo, polski pułkownik piechoty (zm. ?)
- 1875:
  - Bolesław Hryniewiecki, polski botanik, historyk botaniki (zm. 1963)
  - Alfons Karpiński, polski malarz (zm. 1961)
  - Marie Marvingt, francuska pielęgniarka, lotniczka, sportsmenka (zm. 1963)
- 1877 – Antoni Wiwulski, polski architekt, rzeźbiarz (zm. 1919)
- 1878:
  - Henry S. Benedict, amerykański prawnik, polityk (zm. 1930)
  - John O’Byrne, francuski dowódca okrętów podwodnych (zm. 1917)
- 1879 – Hod Stuart, kanadyjski hokeista (zm. 1907)
- 1880 – Pelagia Kowalczykowa, polska działaczka oświatowa i narodowa (zm. 1952)[3]
- 1882 – Nicolai Hartmann, niemiecki filozof, wykładowca akademicki (zm. 1950)
- 1883:
  - Kazimierz Krawczyk, polski działacz socjalistyczny i komunistyczny (zm. 1967)
  - Herman Wendt, polski inżynier (zm. 1944)
- 1885 – Robert Monier, francuski żeglarz sportowy (zm. 1944)
- 1886:
  - Frano Gjini, albański biskup katolicki, męczennik, błogosławiony (zm. 1948)
  - Béla Kun, węgierski polityk, działacz komunistyczny, przywódca Węgierskiej Republiki Rad (zm. 1939)
- 1888:
  - Georges Bernanos, francuski pisarz (zm. 1948)
  - Helena Gajewska, polska histolog, wykładniczyni akademicka (zm. 1972)
- 1889 – Bernhard Lund, norweski żeglarz sportowy (zm. 1968)
- 1890:
  - Florencja Caerols Martínez, hiszpańska działaczka Akcji Katolickiej, męczennica, błogosławiona (zm. 1936)
  - Alma Richards, amerykański lekkoatleta, skoczek wzwyż (zm. 1963)
- 1891 – Oskar Bielawski, polski psychiatra (zm. 1973)
- 1893 – Mojżesz Lipman, polski aktor pochodzenia żydowskiego (zm. ?)
- 1894:
  - Mieczysław Boruta-Spiechowicz, polski generał brygady (zm. 1985)
  - Jarosław Iwaszkiewicz, polski prozaik, poeta, tłumacz, dyplomata, polityk, poseł na Sejm PRL (zm. 1980)
  - Teresa Merlo, włoska zakonnica, pierwsza matka Córek Świętego Pawła, Służebnica Boża (zm. 1964)
- 1895 – Louis Zborowski, brytyjski kierowca wyścigowy, konstruktor samochodowy pochodzenia polskiego (zm. 1924)
- 1897 – Wanda Pieniężna, polska dziennikarka, działaczka narodowa, polityk (zm. 1967)
- 1898 – Siemion Kirlian, rosyjski technik pochodzenia ormiańskiego (zm. 1978)
- 1899 – Leon Wójcikowski, polski tancerz, choreograf, pedagog (zm. 1975)
- 1900:
  - Bolesław Kamiński, polski aktor, piosenkarz, kabareciarz (zm. 1992)
  - Quinn McNemar, amerykański psycholog i statystyk (zm. 1986)
- 1901:
  - Louis Kahn, amerykański architekt pochodzenia żydowskiego (zm. 1974)
  - Muhammad Nadżib, egipski polityk, prezydent Egiptu (zm. 1984)
- 1902:
  - Ansel Adams, amerykański fotograf, pianista (zm. 1984)
  - Mykoła Andrusiak, ukraiński historyk, wykładowca akademicki (zm. 1985)
- 1903:
  - Lew Dowator, radziecki generał major (zm. 1941)
  - Joseph Schröffer, niemiecki kardynał (zm. 1983)
- 1904:
  - František Filip, czeski pisarz (zm. 1957)
  - Oliver MacDonald, amerykański lekkoatleta, sprinter (zm. 1973)
- 1905:
  - Aleksiej Kuzniecow, radziecki generał porucznik, polityk (zm. 1950)
  - Ułas Samczuk, ukraiński pisarz, publicysta, polityk emigracyjny (zm. 1987)
- 1906:
  - Gale Gordon, amerykański aktor (zm. 1995)
  - Jerzy Kolasiński, polski kompozytor, pedagog (zm. 1981)
  - Jan Antoni Miączyński, polski historyk sztuki (zm. 1960)
  - René Nelli, francuski historyk mediewista (zm. 1982)
- 1907:
  - Kazimierz Bieńkowski, polski rzeźbiarz (zm. 1993)
  - Wit Hanke, polski działacz sportowy, polityk, poseł na Sejm RP (zm. 1966)
  - Edmund Odorkiewicz, polski dziennikarz, publicysta, polityk (zm. 1981)
  - Leon Pietraszkiewicz, polski aktor, reżyser, pedagog (zm. 1987)
  - Siergiej Sztiemienko, radziecki generał (zm. 1976)
- 1908 – (lub 1909) Grigorij Bachcziwandży, radziecki pilot myśliwski i doświadczalny (zm. 1943)
- 1909:
  - Henryk Przeździecki, polski piłkarz, hokeista, trener hokejowy (zm. 1977)
  - Richard Tecwyn Williams, brytyjski biochemik, wykładowca akademicki (zm. 1979)
  - Włodzimira Czesława Wojtczak, polska zakonnica, Służebnica Boża (zm. 1943)
- 1910 – Esther Szekeres, węgiersko-australijska matematyk, wykładowczyni akademicka pochodzenia żydowskiego (zm. 2005)
- 1911:
  - István Énekes, węgierski bokser (zm. 1940)
  - Gyula Gyenes, węgierski lekkoatleta, sprinter (zm. 1988)
  - André Saeys, belgijski piłkarz (zm. 1988)
- 1912:
  - Pierre Boulle, francuski pisarz, dyplomata (zm. 1994)
  - Muriel Humphrey, amerykańska druga dama, polityk, senator (zm. 1998)
- 1913 – Marino Facchin, włoski bokser (zm. 1979)
- 1914:
  - Józef Batory, polski kapitan, żołnierz ZWZ-AK i WiN (zm. 1951)
  - Arnold Denker, amerykański szachista pochodzenia żydowskiego (zm. 2005)
  - Peter Rogers, brytyjski producent filmowy (zm. 2009)
- 1915 – Elba de Pádua Lima, brazylijski piłkarz, trener (zm. 1984)
- 1916 – Anatol Radziwonik, polski podporucznik, żołnierz AK, uczestnik podziemia antykomunistycznego (zm. 1949)
- 1918:
  - Joseph Jadrejak, francuski piłkarz, trener pochodzenia polskiego (zm. 1990)
  - Ben Klassen, amerykański elektryk, polityk, rasista pochodzenia niemieckiego (zm. 1993)
  - Władysław Litmanowicz, polski szachista, trener, dziennikarz i działacz szachowy pochodzenia żydowskiego (zm. 1992)
  - John Joseph McFall, amerykański polityk (zm. 2006)
- 1920:
  - Karl Albrecht, niemiecki przedsiębiorca (zm. 2014)
  - Abdy Annalijew, radziecki działacz partyjny i państwowy (zm. 2007)
  - Wiesław Brudziński, polski satyryk, aforysta, dziennikarz (zm. 1996)
  - Jewgienij Dragunow, radziecki konstruktor broni strzeleckiej (zm. 1991)
  - Jacek Przetocki, polski podporucznik, żołnierz AK, cichociemny (zm. 1944)
  - Tommy Rigg, angielski piłkarz, bramkarz (zm. 1995)
- 1921:
  - Loek Biesbrouck, holenderski piłkarz (zm. 2005)
  - Nikołaj Djaczenko, radziecki starszy porucznik (zm. 1945)
  - Stefan Hahn, polski elektryk, profesor nauk technicznych, żołnierz AK, uczestnik powstania warszawskiego (zm. 2020)
  - Buddy Rogers, amerykański wrestler pochodzenia niemieckiego (zm. 1992)
  - Joseph A. Walker, amerykański pilot wojskowy i doświadczalny (zm. 1966)
  - Janina Żubryd, polska uczestniczka podziemia antykomunistycznego (zm. 1946)
- 1922:
  - Zofia Garbaczewska-Pawlikowska, polska poetka, pisarka, malarka (zm. 2017)
  - Salvatore Nicolosi, włoski duchowny katolicki, biskup Noto (zm. 2014)
  - Barbara Węglarska, polska zoolog, entomolog, wykładowczyni akademicka (zm. 2020)
- 1923:
  - Forbes Burnham, gujański polityk, prezydent Gujany (zm. 1985)
  - Emanuele Testa, włoski biblista, teolog (zm. 2011)
- 1924:
  - Mordechaj Ofer, izraelski polityk (zm. 1971)
  - Gloria Vanderbilt, amerykańska projektantka mody, pisarka (zm. 2019)
- 1925:
  - Robert Altman, amerykański reżyser filmowy (zm. 2006)
  - Girija Prasad Koirala, nepalski polityk, premier Nepalu (zm. 2010)
- 1926:
  - Alicja Czerwińska, polska starszy strzelec, łączniczka AK, uczestniczka powstania warszawskiego (zm. 1944)
  - Tadeusz Jaworski, polski reżyser i scenarzysta filmów dokumentalnych (zm. 2017)
  - Eugeniusz Konachowicz, polski duchowny prawosławny, dyrygent-psalmista (zm. 2018)
  - Gillian Lynne, brytyjska balerina, choreografka, reżyserka teatralna i telewizyjna (zm. 2018)
  - Richard Matheson, amerykański pisarz (zm. 2013)
  - Héctor Morera Vega, kostarykański duchowny katolicki, biskup Tilarán (zm. 2017)
  - Ken Olsen, amerykański inżynier, przedsiębiorca (zm. 2011)
  - Bob Richards, amerykański lekkoatleta, tyczkarz (zm. 2023)
  - Maria Izabela Salvat y Romero, hiszpańska zakonnica, święta (zm. 1998)
  - Alfonso Sastre, hiszpański dramaturg (zm. 2021)
  - Hans Timmermann, niemiecki aktor, reżyser filmowy (zm. 2005)
- 1927:
  - Ibrahim Ferrer, kubański muzyk, wokalista, członek zespołu Buena Vista Social Club (zm. 2005)
  - Hubert de Givenchy, francuski projektant mody, kolekcjoner dzieł sztuki (zm. 2018)
  - Sidney Poitier, amerykański aktor (zm. 2022)
- 1928:
  - Jean Kennedy Smith, amerykańska urzędniczka, dyplomatka (zm. 2020)
  - Kalevi Lehtovirta, fiński piłkarz (zm. 2016)
  - Friedrich Wetter, niemiecki duchowny katolicki, arcybiskup Monachium i Fryzyngi, kardynał
- 1929:
  - Edmund Karwański, polski aktor (zm. 2023)
  - Toshirō Mayuzumi, japoński kompozytor (zm. 1997)
  - Jurij Skworcow, rosyjski skoczek narciarski, trener (zm. 1998)
  - Józef Witkowski, polski polityk, poseł na Sejm PRL (zm. 2005)
- 1930:
  - Miodrag Bulatović, serbski pisarz (zm. 1991)
  - Bogusław Kuczałek, polski inżynier, wynalazca, publicysta (zm. 2007)
- 1931:
  - Walter Kieber, liechtensteiński prawnik, polityk, premier Liechtensteinu (zm. 2014)
  - John Milnor, amerykański matematyk
  - Boris Pankin, rosyjski dziennikarz, dyplomata, polityk
- 1932:
  - Andrzej Brzozowski, polski reżyser filmowy (zm. 2005)
  - Anna Krepsztul, litewska malarka ludowa (zm. 2007)
  - Enrique Múgica, hiszpański prawnik, polityk, minister sprawiedliwości, rzecznik praw obywatelskich (zm. 2020)
  - Tom Patey, szkocki wspinacz, pisarz (zm. 1970)
  - Henryk Sachs, polski piłkarz (zm. 2017)
  - Giulio Sanguineti, włoski duchowny katolicki, biskup Brescii
- 1933:
  - Zygmunt Kamiński, polski duchowny katolicki, biskup pomocniczy lubelski, biskup koadiutor i biskup diecezjalny płocki, arcybiskup metropolita szczecińsko-kamieński, doktor nauk prawnych (zm. 2010)
  - Humberto Maschio, argentyński piłkarz, trener (zm. 2024)
  - Jerzy Szotmiller, polski duchowny starokatolicki, biskup krakowsko-częstochowski (zm. 2011)
  - Józef Wiśniewski, polski działacz sportowy (zm. 2017)
  - Juchym Zwiahilski, ukraiński inżynier, polityk, p.o. premiera Ukrainy (zm. 2021)
- 1934 – Bobby Unser, amerykański kierowca wyścigowy (zm. 2021)
- 1935:
  - Peter Barrett, amerykański żeglarz sportowy (zm. 2000)
  - Tadeusz Martusewicz, polski geodeta (zm. 2016)
- 1936:
  - Lars Arnesson, szwedzki piłkarz, trener (zm. 2023)
  - Mohamed Taki Abdulkarim, komoryjski polityk, prezydent Komorów (zm. 1998)
  - Thomas Doran, amerykański duchowny katolicki, biskup Rockford (zm. 2016)
  - Sergio Navarro, chilijski piłkarz
- 1937:
  - Robert Huber, niemiecki chemik, wykładowca akademicki, laureat Nagrody Nobla
  - Ryszard Kowalczyk, polski fizyk, działacz opozycji antykomunistycznej, zamachowiec (zm. 2017)
  - Alfredo Rojas, argentyński piłkarz (zm. 2023)
  - Nancy Wilson, amerykańska wokalistka jazzowa i bluesowa (zm. 2018)
- 1938:
  - Mahmoud El-Gohary, egipski piłkarz, trener (zm. 2012)
  - Paolo Romeo, włoski duchowny katolicki, arcybiskup Palermo, kardynał
- 1939:
  - Antonina Girycz, polska aktorka (zm. 2022)
  - Kazimierz Głazek, polski wspinacz (zm. 2005)
  - Dinualdo Gutierrez, filipiński duchowny katolicki, biskup Marbel (zm. 2019)
  - Ryszard Marek Groński, polski satyryk, felietonista, dramatopisarz (zm. 2018)
  - Enrico Masseroni, włoski duchowny katolicki, arcybiskup Vercelli (zm. 2019)
  - Józef Robakowski, polski artysta multimedialny
  - Józef Jacek Rojek, polski prozaik, poeta (zm. 2015)
- 1940:
  - Venant Bacinoni, burundyjski duchowny katolicki, biskup Bururi (zm. 2022)
  - Rudolf Edlinger, austriacki działacz piłkarski, samorządowiec, polityk, minister finansów (zm. 2021)
  - Kazimierz Frelkiewicz, polski koszykarz
  - Jimmy Greaves, angielski piłkarz (zm. 2021)
  - Bronisław Kamiński, polski rolnik, polityk, minister ochrony środowiska, zasobów naturalnych i leśnictwa (zm. 2017)
  - Salomea Kapuścińska, polska poetka, autorka słuchowisk i tekstów piosenek (zm. 2016)
  - Emilia Krakowska, polska aktorka
  - Czesław Łaksa, polski judoka, trener, działacz sportowy
- 1941:
  - Giuseppe Arzilli, sanmaryński polityk, kapitan regent San Marino (zm. 2023)
  - Jean-Pierre Dupuy, francuski inżynier górnictwa, filozof
  - Alan Furst, amerykański pisarz
  - Juan Olivares, chilijski piłkarz, bramkarz
  - Buffy Sainte-Marie, kanadyjska piosenkarka, kompozytorka, aktorka pochodzenia indiańskiego
- 1942:
  - Jan Bury, polski inżynier, urzędnik, polityk, poseł na Sejm RP
  - Phil Esposito, kanadyjski hokeista, trener i działacz hokejowy pochodzenia włoskiego
  - Maciej Grzybowski, polski aktor, reżyser i dyrektor teatralny, pedagog (zm. 2024)
  - Ernâni Lopes, portugalski ekonomista, dyplomata, polityk (zm. 2010)
  - Mitch McConnell, amerykański polityk, senator
  - Claude Miller, francuski reżyser, scenarzysta i producent filmowy (zm. 2012)
  - Ignazio Sanna, włoski duchowny katolicki, arcybiskup Oristano
  - Willy Skibby, duński kolarz szosowy
- 1943:
  - Aleksandr Aleksandrow, rosyjski inżynier, kosmonauta
  - Antonio Inoki, japoński wrestler, promotor, zawodnik mieszanych sztuk walki (MMA), polityk (zm. 2022)
  - Mike Leigh, brytyjski reżyser i scenarzysta filmowy pochodzenia żydowskiego
- 1944:
  - Henryk Barylski, polski żużlowiec (zm. 2017)
  - Bronius Bradauskas, litewski ekonomista, polityk
  - Willem van Hanegem, holenderski piłkarz, trener
  - Roger Knapman, brytyjski polityk
  - Cedendambyn Nacagdordż, mongolski zapaśnik
  - Ja’akow Peri, izraelski polityk
- 1945:
  - Andrew Bergman, amerykański reżyser i scenarzysta filmowy, pisarz
  - Brion James, amerykański aktor (zm. 1999)
  - Krzysztof Mroziewicz, polski publicysta, korespondent wojenny, dyplomata, wykładowca akademicki
- 1946:
  - Brenda Blethyn, brytyjska aktorka
  - Józef Gryszka, polski polityk, poseł na Sejm RP
  - Helena Hrapkiewicz, polska psycholożka, nauczycielka akademicka[4]
  - Douglas Russell, amerykański pływak
  - Dieter Uebing, niemiecki kolarz szosowy i przełajowy
- 1947:
  - Paweł Abramski, polski prawnik, polityk, poseł na Sejm i senator RP
  - Barbara Kryżan-Stanojević, polska językoznawczyni, tłumaczka, wykładowczyni akademicka (zm. 2019)
  - Peter Osgood, angielski piłkarz (zm. 2006)
  - Peter Strauss, amerykański aktor pochodzenia żydowskiego
- 1948:
  - Leszek Bobrzyk, polski inżynier, samorządowiec, prezydent Lublina
  - Andrzej Lussa, polski lekarz, samorządowiec, prezydent Białegostoku (zm. 1995)
  - Jennifer O’Neill, amerykańska aktorka, modelka, pisarka
  - Christopher Pissarides, cypryjsko-brytyjski ekonomista
  - Radosław Piwowarski, polski reżyser i scenarzysta filmowy
  - Natan Szaranski, izraelski pisarz, polityk, dysydent radziecki
  - Billy Zoom, amerykański gitarzysta, członek zespołu X
- 1949:
  - Günther Bartnik, niemiecki biathlonista (zm. 2023)
  - Henryk Janiszewski, polski hokeista
  - Eugeniusz Mazur, polski masowy morderca (zm. 2010)
  - Ivana Trump, amerykańska bizneswoman, modelka, pisarka pochodzenia czeskiego (zm. 2022)
- 1950:
  - Rusłan Aszuralijew, rosyjski zapaśnik (zm. 2009)
  - Gary Manuel, australijski piłkarz
  - Tony Wilson, brytyjski dziennikarz, impresario muzyczny prezenter radiowy i telewizyjny (zm. 2007)
  - Krzysztof Zgraja, polski muzyk, kompozytor, aranżer
- 1951:
  - Edward Albert, amerykański aktor, producent filmowy (zm. 2006)
  - Harro Bode, niemiecki żeglarz sportowy
  - Gordon Brown, brytyjski polityk, premier Wielkiej Brytanii
  - Randy California, amerykański gitarzysta (zm. 1997)
  - Günter Jankowiak, niemiecki aktor, reżyser teatralny, dramaturg
  - Phil Neal, angielski piłkarz, trener
  - Eva Rueber-Staier, austriacka modelka, aktorka
  - Helmut Strumpf, niemiecki zapaśnik
  - Pertti Teurajärvi, fiński biegacz narciarski
- 1952:
  - Abdalá Bucaram Ortiz, ekwadorski lekkoatleta, sprinter, prawnik, polityk, prezydent Ekwadoru
  - João Calvão da Silva, portugalski prawnik, polityk, minister administracji i spraw wewnętrznych (zm. 2018)
  - Janusz Janeczek, polski geolog, wykładowca akademicki
  - Petra Wadström, szwedzka bizneswoman, wynalazczyni
- 1953:
  - Ramiz Bašić, czarnogórski dyplomata
  - Jon Bentley, amerykański matematyk, informatyk, wykładowca akademicki
  - Riccardo Chailly, włoski dyrygent
  - Ivan Daniliants, mołdawski piłkarz, trener pochodzenia niemieckiego
  - Gaëtan Dugas, kanadyjski steward (zm. 1984)
  - Józef Głowa, polski przedsiębiorca, polityk, poseł na Sejm RP
  - Tom Rüsz Jacobsen, norweski piłkarz, bramkarz
  - Ignac Kavec, słoweński hokeista, trener
  - Walerij Lwow, rosyjski bokser (zm. 2025)
  - Anna Organiściak-Krzykowska, polska ekonomistka, wykładowczyni akademicka
  - Krzysztof Żurowski, polski reżyser, operator i scenarzysta filmowy, scenograf
- 1954:
  - Anthony Head, brytyjski aktor
  - Patty Hearst, amerykańska ofiara porwania, przestępczyni, aktorka, dziedziczka fortuny magnata prasowego Williama Randolpha Hearsta
  - Maciej Mikołajewski, polski astronom, popularyzator nauki
- 1955:
  - Ennio Fantastichini, włoski aktor (zm. 2018)
  - Edi Federer, austriacki skoczek narciarski, menedżer sportowy (zm. 2012)
  - Aleksandr Kołczinski, ukraiński zapaśnik (zm. 2002)
  - Klas Östergren, szwedzki pisarz, tłumacz, scenarzysta filmowy
- 1956:
  - Božidar Delić, serbski generał, polityk, wiceprzewodniczący Zgromadzenia Narodowego Republiki Serbii (zm. 2022)
  - Marzenna Drab, polska urzędniczka państwowa
  - Urszula Jaros, polska lekkoatletka, sprinterka i skoczkini w dal
  - Jeorjos Pozidis, grecki zapaśnik (zm. 2019)
  - Bruno Tshibala, kongijski polityk, premier Demokratycznej Republiki Konga
- 1957:
  - Paulo Luiz Campos, brazylijski trener piłkarski
  - Irena Falbagowska, polska lekkoatletka, skoczkini wzwyż
  - Mario Grech, maltański duchowny katolicki, biskup Gozo
  - Mirosław Mikietyński, polski lekarz, samorządowiec, prezydent Koszalina (zm. 2024)
  - Edward Zalewski, polski prawnik, prokurator, urzędnik państwowy
- 1958:
  - Anatolij Czancew, ukraiński piłkarz, trener
  - Naci Şensoy, turecki piłkarz, trener pochodzenia kosowskiego
  - James Wilby, brytyjski aktor
- 1959:
  - Scott Brayton, amerykański kierowca wyścigowy (zm. 1996)
  - Siergiej Dołmatow, rosyjski szachista, trener
  - Aleksandra Natalli-Świat, polska ekonomistka, polityk, poseł na Sejm RP (zm. 2010)
  - Robert Szczerbowski, polski pisarz, artysta
- 1960:
  - Rubén Agüero, argentyński piłkarz
  - Wiktoria Kolewa, bułgarska aktorka
  - Olivier Lenglet, szwedzki szpadzista
  - Kee Marcello, szwedzki gitarzysta, członek zespołu Europe
  - Jacek Marek, polski rzeźbiarz (zm. 2016)
  - Cándido Muatetema Rivas, polityk i dyplomata z Gwinei Równikowej, premier (zm. 2014)
  - Fajiz as-Sarradż, libijski polityk, przewodniczący Rady Prezydenckiej i premier Libii
  - Libby Stone, australijska aktorka
- 1961:
  - Przemysław Alexandrowicz, polski samorządowiec, polityk, senator RP
  - Hennadij Bałaszow, ukraiński przedsiębiorca, publicysta, polityk
  - Rodney Van Johnson, amerykański aktor
  - Steve Lundquist, amerykański pływak
  - Jan Østergaard, duński kolarz, górski, szosowy i przełajowy
  - Petyr Petrow, bułgarski piłkarz
  - Imogen Stubbs, brytyjska aktorka
- 1962:
  - Krzysztof Bukiel, polski lekarz, związkowiec, publicysta
  - Elia Cataldo, włoski zakonnik, mistyk, wizjoner
  - Emił Dimitrow, bułgarski ekonomista, prawnik, polityk
  - Jelizawieta Glinka, rosyjska lekarka, działaczka humanitarna (zm. 2016)
  - Paloma López Bermejo, hiszpańska działaczka związkowa, polityk, eurodeputowana
  - Olga Łazarska, polska pianistka, pedagog
  - Pierre Quinon, francuski lekkoatleta, tyczkarz (zm. 2011)
  - Ferario Spasow, bułgarski piłkarz, trener i działacz piłkarski (zm. 2023)
- 1963:
  - Charles Barkley, amerykański koszykarz
  - Ian Brown, brytyjski wokalista, autor piosenek, członek zespołu The Stone Roses
  - Joakim Nyström, szwedzki tenisista
  - Darek Oleszkiewicz, polski kontrabasista jazzowy
  - Milt Wagner, amerykański koszykarz, trener
- 1964:
  - Jean-Marc Bacquin, francuski narciarz dowolny
  - Romanas Brazdauskis, litewski koszykarz
  - Rudi Garcia, francuski piłkarz, trener
  - Willie Garson, amerykański aktor (zm. 2021)
  - Peter Gordeno, brytyjski muzyk, wokalista
  - Jarosław Karpuk, polski aktor
  - Wołodymyr Koman, ukraiński piłkarz (zm. 2023)
  - Paweł Lipnicki, polski aktor, wokalista, dramaturg
  - French Stewart, amerykański aktor
  - Rodney Rowland, amerykański aktor
  - Kusuma Wardhani, indonezyjska łuczniczka sportowa (zm. 2023)
- 1965:
  - Ron Eldard, amerykański aktor
  - Thomas Kemmerich, niemiecki polityk, premier Turyngii
  - Inna Żełanna, rosyjska piosenkarka
- 1966:
  - Perica Bukić, chorwacki piłkarz wodny, polityk
  - Cindy Crawford, amerykańska modelka
  - Urs Fischer, szwajcarski piłkarz, trener
  - Dennis Mitchell, amerykański lekkoatleta, sprinter
  - Aleksandra Skowronek, polska działaczka samorządowa, wicemarszałek województwa śląskiego
- 1967:
  - Paul Accola, szwajcarski narciarz alpejski
  - Kurt Cobain, amerykański wokalista, gitarzysta, lider zespołu Nirvana (zm. 1994)
  - Spiros Marangos, grecki piłkarz
  - Nenad Maslovar, czarnogórski piłkarz
  - Paweł Mąciwoda-Jastrzębski, polski gitarzysta basowy, członek zespołu Scorpions
  - Andrew Shue, amerykański aktor
  - Lili Taylor, amerykańska aktorka
- 1968:
  - Latricia Trammell, amerykańska trenerka koszykarska
  - Kimberly Belle, amerykańska pisarka
  - Ha Seok-ju, południowokoreański piłkarz, trener
  - Sophie Kempf, francuska kolarka górska
  - Paweł Wypych, polski polityk, wiceminister pracy, prezes ZUS, sekretarz stanu w Kancelarii Prezydenta RP (zm. 2010)
  - Jacek Zamojski, polski hokeista
- 1969:
  - Mohammad Chakpour, irański piłkarz, trener
  - Jacek Janiszewski, polski śpiewak operowy (bas)
  - Henryk Mercik, polski architekt, konserwator zabytków, samorządowiec, członek zarządu województwa śląskiego
  - Siniša Mihajlović, serbski piłkarz, trener (zm. 2022)
  - Dariusz Osuch, polski sztangista
  - Tracy Sachtjen, amerykańska curlerka
  - Danis Tanović, bośniacki reżyser i scenarzysta filmowy
  - Arkadiusz Tomiak, polski operator filmowy (zm. 2024)
- 1970:
  - Jean-Yves Cuendet, szwajcarski kombinator norweski
  - Julia Franck, niemiecka pisarka
  - Nikolaos Michopulos, grecki piłkarz, bramkarz
  - Wadym Prystajko, ukraiński polityk, dyplpmata
  - Andrzej Szewiński, polski siatkarz
- 1971:
  - Calpernia Addams, amerykańska aktorka, muzyk, pisarka
  - Jari Litmanen, fiński piłkarz
  - Joost van der Westhuizen, południowoafrykański rugbysta (zm. 2017)
  - Paweł Wójcik, polski dziennikarz i komentator sportowy
- 1972:
  - Magdalena Cielecka, polska aktorka
  - Arnar Grétarsson, islandzki piłkarz
  - Dragan Nikolić, serbski trener koszykówki
  - Neil Primrose, brytyjski perkusista, członek zespołu Travis
  - Cristina Sánchez, hiszpańska matadorka
  - Iwona Strzałka, polska reżyserka i scenarzystka filmowa
  - Anton Szkaplerow, rosyjski pilot wojskowy, kosmonauta
  - Sylwan (Wjurow), rosyjski biskup prawosławny
- 1973:
  - Priyanshu Chatterjee, indyjski aktor, model
  - Indrek Saar, estoński aktor, samorządowiec, polityk
  - Andrea Savage, amerykańska aktorka
- 1974:
  - Adrian Câciu, rumuński ekonomista, polityk
  - Oliver Caruso, niemiecki sztangista
  - Wiera Iljina, rosyjska skoczkini do wody
  - Wiktor Iwański, polski żużlowiec
  - Radoslav Kráľ, słowacki piłkarz
  - Igor Kupiejew, rosyjski i uzbecki zapaśnik
  - Amiran Mudżiri, gruziński piłkarz
  - Maciej Murawski, polski piłkarz, trener
  - Mahdi Sabzali, irański zapaśnik
  - Antti Sumiala, fiński piłkarz
  - WSZ, polski raper
- 1975:
  - Liván Hernández, kubański baseballista
  - Michaël Isabey, francuski piłkarz, trener
  - Ismael Kirui, kenijski lekkoatleta, długodystansowiec
  - Maria Liktoras, polska siatkarka pochodzenia ukraińskiego
  - Brian Littrell, amerykański wokalista, członek zespołu Backstreet Boys
  - Carmine Molaro, włoski bokser
  - Piotr Murdzia, polski szachista
  - Rahman Rezaei, irański piłkarz
- 1976:
  - Sajed Al-Kas, emiracki piłkarz
  - Sonia Calizaya, boliwijska lekkoatletka, biegaczka długodystansowa
  - Ed Graham, brytyjski perkusista, członek zespołu The Darkness
  - Łukasz Grass, polski dziennikarz
  - Gail Kim, kanadyjska wrestlerka
  - Zdrawko Łazarow, bułgarski piłkarz
  - Wasilis Polimeros, grecki wioślarz
  - Adam Rogacki, polski polityk, poseł na Sejm RP
  - João Vieira, portugalski lekkoatleta, chodziarz
- 1977:
  - Nicolas Dessum, francuski skoczek narciarski
  - Amal Hijazi, libańska piosenkarka, modelka
  - Nienke Hommes, holenderska wioślarka
  - Bartosz Kizierowski, polski pływak
  - Stephon Marbury, amerykański koszykarz
  - Agnieszka Pogroszewska, polska lekkoatletka, młociarka
  - Łukasz Targosz, polski kompozytor muzyki filmowej, producent muzyczny i filmowy
- 1978:
  - Julia Jentsch, niemiecka aktorka
  - Łukasz Zbonikowski, polski polityk, poseł na Sejm RP
- 1979:
  - Marcin Siegieńczuk, polski piosenkarz disco polo, kompozytor, autor tekstów
  - Song Chong-gug, południowokoreański piłkarz
  - Nirut Surasiang, tajski piłkarz
- 1980:
  - Arthur Abraham, niemiecki bokser pochodzenia ormiańskiego
  - Artur Boruc, polski piłkarz, bramkarz
  - Imanol Harinordoquy, francuski rugbysta narodowości baskijskiej
  - Aleksandra Kauc, polska łyżwiarka figurowa
  - Rousimar Palhares, brazylijski zawodnik MMA i brazylijskiego jiu jitsu
  - Anne Poleska, niemiecka pływaczka
  - Bram Som, holenderski lekkoatleta, średniodystansowiec
- 1981:
  - Rainer Buhmann, niemiecki szachista
  - Adam Czechowicz, polski żużlowiec
  - Majandra Delfino, amerykańska aktorka pochodzenia wenezuelskiego
  - Elisabeth Görgl, austriacka narciarka alpejska
  - Tony Hibbert, angielski piłkarz
  - Moisés Hurtado, hiszpański piłkarz
  - Raman Kirenkin, białoruski piłkarz
  - Adrian Lamo, amerykański informatyk, programista, haker pochodzenia kolumbijskiego (zm. 2018)
  - Ed Lay, brytyjski perkusista, członek zespołu Editors[5]
  - Franklin Lucena, wenezuelski piłkarz
  - Roberto Meloni, włoski judoka
  - Agnieszka Nagay, polska strzelczyni sportowa
  - Nicolas Penneteau, francuski piłkarz, bramkarz
- 1982:
  - Krystian Brzozowski, polski zapaśnik
  - Terry Dunfield, kanadyjski piłkarz
  - Abel Gómez, hiszpański piłkarz
  - Ofentse Mogawane, południowoafrykański lekkoatleta, sprinter
  - Ibro Šarić, bośniacki szachista
  - Walter Vílchez, peruwiański piłkarz
- 1983:
  - Lacy Janson, amerykańska lekkoatletka, tyczkarka
  - Łukasz Jóźwiak, polski lekkoatleta, średniodystansowiec
  - Ana Matnadze, gruzińska szachistka
  - Emad Motaeb, egipski piłkarz
  - Justin Verlander, amerykański baseballista
- 1984:
  - Abdelatif Bahdari, palestyński piłkarz
  - Martin Bergvold, duński piłkarz
  - Hesdy Gerges, holenderski kick-boxer pochodzenia egipskiego
  - Juraj Loj, słowacki aktor
  - Audra Mae, amerykańska piosenkarka
  - Brian McCann, amerykański baseballista
  - Trevor Noah, południowoafrykański komik, aktor, prezenter radiowy i telewizyjny
  - Khetag Pliev, kanadyjski zapaśnik
  - Jewhenija Sawranśka, ukraińska tenisistka
  - Ana Srebrnič, słoweńska szachistka
  - Tamás Vaskó, węgierski piłkarz
- 1985:
  - Ihor Chudobjak, ukraiński piłkarz
  - Killian Dain, irlandzki wrestler
  - Natalie Dell, amerykańska wioślarka
  - Sonja Kešerac, chorwacka wioślarka
  - Alan O’Brien, irlandzki piłkarz
  - Pablo Lafuente, argentyński szachista
  - Julija Wołkowa, rosyjska piosenkarka
- 1986:
  - Agnieszka Bednarek-Kasza, polska siatkarka
  - Danijał Gadżyjew, kazachski zapaśnik
  - Dagmara Handzlik, polska lekkoatletka, biegaczka długodystansowa
  - Jessica Helleberg, szwedzka piłkarka ręczna
  - Paweł Hlib, polski żużlowiec
- 1987:
  - Erol Bilgin, turecki sztangista
  - Estrella Cabeza Candela, hiszpańska tenisistka
  - Martin Hanzal, czeski hokeista
  - James Johnson
  - Miles Teller, amerykański aktor
  - Elīna Tetere, łotewska siatkarka
- 1988:
  - Moreno Costanzo, szwajcarski piłkarz
  - Jiah Khan, brytyjsko-indyjska aktorka (zm. 2013)
  - Ki Bo-bae, południowokoreańska łuczniczka
  - Piotr Masłowski, polski piłkarz ręczny
  - Rihanna, barbadoska piosenkarka, aktorka
- 1989:
  - Ra Gun-ah, amerykańsko-południowokoreański koszykarz
  - Iga Wyrwał, polska modelka, aktorka
  - Zhang Yangyang,chińska wioślarka
  - Katarzyna Żabińska, polska siatkarka
- 1990:
  - Amanda Bingson, amerykańska lekkoatletka, młociarka
  - Abdoul Camara, gwinejski piłkarz
  - Ciro Immobile, włoski piłkarz
  - Michalis Manias, grecki piłkarz
  - Andrés Mosquera Guardia, kolumbijski piłkarz
  - Abdelatif Noussir, marokański piłkarz
  - Keigo Sonoda, japoński badmintonista
  - Selim Yaşar, rosyjski i turecki zapaśnik pochodzenia inguskiego
- 1991:
  - Andrew Gemmell, amerykański pływak
  - Jocelyn Rae, brytyjska tenisistka
  - Maksym Sanduł, ukraiński koszykarz
  - Walerija Sawinych, rosyjska tenisistka
- 1992:
  - Nastassja Burnett, włoska tenisistka
  - Mikałaj Sihniewicz, białoruski piłkarz
  - Juary Soares, piłkarz z Gwinei Bissau
  - Irina Szonberger, kazachska siatkarka
- 1993:
  - Dominik Fischnaller, włoski saneczkarz
  - Grzegorz Miętus, polski skoczek narciarski
  - Mirela Olczak, polska pływaczka
  - Bogi Petersen, farerski piłkarz
- 1994:
  - Kateryna Baindl, ukraińska tenisistka
  - Stephanie Brunner, austriacka narciarka alpejska
  - Elseid Hysaj, albański piłkarz
- 1995:
  - Danieł Awramowski, macedoński piłkarz
  - Miłana Dadaszewa, rosyjska zapaśniczka
  - Simon Maurberger, włoski narciarz alpejski
  - Elle Purrier St. Pierre, amerykańska lekkoatletka, biegaczka średnio- i długodystansowa
  - Aszraf Amdżad as-Sajfi, katarski lekkoatleta, młociarz pochodzenia egipskiego
- 1996:
  - Rui Costa, portugalski piłkarz
  - Arciom Karalok, białoruski piłkarz ręczny
  - Kały Sułajmanow, kirgiski zapaśnik
- 1997:
  - Jesús Angulo, meksykański piłkarz
  - Darja Czulcowa, białoruska dziennikarka, więzień polityczny
  - Alexa Efraimson, brytyjska lekkoatletka, biegaczka
  - Ismael Govea, meksykański piłkarz
  - Marlena Karwacka, polska kolarka torowa
  - Sturla Holm Lægreid, norweski biathlonista
  - Vanja Milinković-Savić, serbski piłkarz, bramkarz
  - Kewin Sasak, polski siatkarz
  - Paulina Żukowska, polska koszykarka
- 1998:
  - Emam Ashour, egipski piłkarz
  - Corbin, amerykański raper, muzyk, autor tekstów
  - Aron Kifle, erytrejski lekkoatleta, długodystansowiec
  - Luizão, brazylijski piłkarz
  - Piotr Ryszard Pawlak, polski pianista
- 1999:
  - Jarrett Culver, amerykański koszykarz
  - Olivier Sarr, francuski koszykarz
- 2000:
  - Karolina Bosiek, polska łyżwiarka szybka
  - Andrea Cambiaso, włoski piłkarz
  - Dennis Jastrzembski, polsko-niemiecki piłkarz
  - Kristóf Milák, węgierski pływak
  - Josh Sargent, amerykański piłkarz
- 2001 – Ren Qian, chińska skoczkini do wody
- 2002:
  - Jassem Gaber, katarski piłkarz
  - Gabriel Kobylak, polski piłkarz
  - Sakura Motoki, japońska zapaśniczka
  - Lorenzo Pirola, włoski piłkarz
  - Anneclaire Ter Brugge, holenderska siatkarka
  - Wojciech Tomaszewski, polski koszykarz
- 2003:
  - Joao Grimaldo, peruwiański piłkarz
  - Olivia Rodrigo, amerykańska aktorka, piosenkarka, autorka tekstów pochodzenia filipińsko-niemieckiego
- 2004:
  - Élan Ricardo, kolumbijski piłkarz
  - Pierre Perin, belgijski siatkarz
- 2005:
  - Breno Bidon, brazylijski piłkarz
  - Jhoan Hernández, kolumbijski piłkarz
- 2006:
  - Weronika Ewald, polska tenisistka
  - Jhoan Hernández, kolumbijski piłkarz
- 2007 – Tereza Valentová, czeska tenisistka
- 2014 – Eleonora Bernadotte, szwedzka księżniczka

## Zmarli
- 702 – Chan Bahlum II, król Majów (ur. 635)
- 922 – Teodora, cesarzowa bizantyńska (ur. ?)
- 1043 – Aleksy I Studyta, patriarcha Konstantynopola (ur. ?)
- 1054 – Jarosław I Mądry, wielki książę kijowski (ur. 978)
- 1154 – Wulfric z Haselbury, angielski pustelnik, cudotwórca, święty (ur. ok. 1080)
- 1171 – Conan IV Młodszy, książę Bretanii (ur. 1138)
- 1194 – Tankred, król Sycylii (ur. 1130)
- 1243 – Romano Bonaventura, włoski kardynał (ur. ?)
- 1258 – Al-Musta’sim, kalif Bagdadu (ur. 1213)
- 1388 – Władysław Biały, książę gniewkowski (ur. ?)
- 1400 – Dymitr z Goraja, marszałek wielki koronny, podskarbi wielki koronny (ur. ok. 1340)
- 1408 – Henry Percy, angielski arystokrata, polityk (ur. 1341)
- 1431 – Marcin V, papież (ur. 1369)
- 1481 – Luca della Robbia, włoski rzeźbiarz (ur. 1399)
- 1513 – Jan II Oldenburg, król Danii, Norwegii i Szwecji (ur. 1455)
- 1524 – Tecún Umán, władca Majów (ur. ok. 1500)
- 1562 – Jane Fleming, szkocka arystokratka (ur. 1502)
- 1573 – Krzysztof Borek, polski kompozytor (ur. ?)
- 1578 – Wojciech Sędziwój Czarnkowski, polski szlachcic, polityk (ur. 1527)
- 1582 – Tiedemann Giese, polski duchowny katolicki, biskup chełmiński i warmiński, dyplomata, sekretarz królewski pochodzenia niemieckiego (ur. 1543)
- 1595 – Ernest Habsburg, arcyksiążę Austrii (ur. 1553)
- 1626 – John Dowland, angielski kompozytor, wirtuoz lutni (ur. 1562/1563)
- 1651 – Daniło Nyczaj, kozacki pułkownik (ur. 1612)
- 1685 – Zofia Amelia, królowa Danii i Norwegii (ur. 1628)
- 1695 – Johann Ambrosius Bach, niemiecki kompozytor (ur. 1645)
- 1699 – Jean-Baptiste Monnoyer, francuski malarz (ur. 1636)
- 1703 – Andrzej Abazyn, ukraiński dowódca wojskowy (ur. ?)
- 1731 – Antoni I Grimaldi, książę Monako (ur. 1661)
- 1732 – Balthasar Permoser, niemiecki rzeźbiarz (ur. 1651)
- 1746 – Jan Aleksander Lipski, polski duchowny katolicki, biskup łucki i krakowski, kardynał (ur. 1690)
- 1762 – Tobias Mayer, niemiecki astronom, kartograf, matematyk, fizyk (ur. 1723)
- 1773 – Karol Emanuel III, król Sardynii (ur. 1701)
- 1778 – Laura Bassi, włoska fizyk, filozof, anatom (ur. 1711)
- 1790 – Józef II Habsburg, król Niemiec, Czech i Węgier, arcyksiążę Austrii, cesarz rzymski (ur. 1741)
- 1797 – Dominik Merlini, polski architekt pochodzenia włoskiego (ur. 1730)
- 1803 – Marie Dumesnil, francuska aktorka (ur. 1713)
- 1806 – Pawieł Cycjanow, rosyjski książę, generał (ur. 1754)
- 1810:
  - Andreas Hofer, tyrolski bohater narodowy (ur. 1767)
  - Marcin Poczobutt-Odlanicki, polski jezuita, astronom, matematyk, poeta (ur. 1728)
- 1811 – Feliks Potocki, polski pułkownik (ur. 1779)
- 1812 – Mikołaj Ignacy Benoe, polski dworzanin królewski, porucznik (ur. ok. 1740)
- 1816 – Johann Erich Biester, niemiecki dziennikarz, popularyzator wiedzy (ur. 1749)
- 1818 – Mary Impey, brytyjska przyrodniczka, mecenas sztuki (ur. 1749)
- 1820 – Józef Tyan z Bejrutu, duchowny katolicki Kościoła maronickiego, patriarcha Antiochii i całego Wschodu (ur. 1760)
- 1832 – John White, brytyjski chirurg, botanik (ur. ok. 1756)
- 1841:
  - Maria Antonina Burbon, księżniczka Parmy (ur. 1774)
  - Friedrich Sertürner, niemiecki farmaceuta (ur. 1783)
- 1844 – Antoni Blank, polski malarz historyczny (ur. 1785)
- 1852 – Antonio Francesco Orioli, włoski kardynał (ur. 1778)
- 1855 – Jędrzej Moraczewski, polski historyk, encyklopedysta (ur. 1802)
- 1860 – Christian Ferdinand Friedrich Hochstetter, niemiecki pastor, botanik, wykładowca akademicki (ur. 1787)
- 1861:
  - Gustavo Modena, włoski aktor, rewolucjonista (ur. 1803)
  - Eugène Scribe, francuski dramaturg (ur. 1791)
- 1864 – Christian Andreas Zipser, austriacki pedagog, przyrodnik (ur. 1783)
- 1871 – Paul Kane, kanadyjski malarz pochodzenia irlandzkiego (ur. 1810)
- 1872 – Leon Loewenberg, polski kupiec, działacz społeczny pochodzenia żydowskiego (ur. 1797)
- 1874:
  - Wilhelm Beyer, polski inżynier, uczestnik powstania listopadowego (ur. 1813)
  - Józef Unger, polski drukarz, księgarz, wydawca pochodzenia żydowskiego (ur. 1817)
- 1881 – Grantley Berkeley, brytyjski arystokrata, polityk (ur. 1800)
- 1884 – Johann Theodor Laurent, niemiecko-luksemburski duchowny katolicki, wikariusz apostolski Północnych Niemiec i Luksemburga (ur. 1804)
- 1885 – Kazimierz Ebert, polski prawnik, adwokat (ur. 1827)
- 1886:
  - Jakiw Szwedycki, ukraiński duchowny greckokatolicki, polityk (ur. 1816)
  - Maksymilian Zatorski, polski prawnik, wykładowca akademicki, polityk (ur. 1835)
- 1888 – François Perrier, francuski generał, geodeta (ur. 1835)
- 1891:
  - Rudolf Lubecki, polski duchowny rzymskokatolicki, publicysta, działacz społeczny i narodowy (ur. 1844)
  - Cornelis Springer, holenderski malarz, grawer, litograf (ur. 1817)
- 1893:
  - Pierre G.T. Beauregard, amerykański generał konfederacki (ur. 1818)
  - Jerzy (Nikolajević), serbski biskup prawosławny (ur. 1807)
  - August Wittig, niemiecki rzeźbiarz (ur. 1823)
- 1895:
  - Frederick Douglass, amerykański niewolnik, działacz społeczny, pisarz, edytor, abolicjonista (ur. 1818)
  - François Puaux, francuski pastor, teolog, prawnik (ur. 1806)
- 1896 – Feliks Pohorecki, polski ziemianin, polityk (ur. 1826)
- 1904:
  - Adolf Buchenberger, niemiecki ekonomista rolny, polityk (ur. 1848)
  - Tadeusz Kowalski, polski agronom, wykładowca akademicki (ur. 1841)
- 1906:
  - Jean Cabanis, niemiecki ornitolog, muzealnik pochodzenia francuskiego (ur. 1816)
  - Piotr Górski, polski prawnik, polityk (ur. 1858)
- 1907 – Henri Moissan, francuski chemik, wykładowca akademicki, laureat Nagrody Nobla (ur. 1852)
- 1908 – Simo Matavulj, serbski pisarz (ur. 1852)
- 1909:
  - Rudolf Lindt, szwajcarski cukiernik, wynalazca (ur. 1855)
  - Paul Ranson, francuski malarz (ur. 1862)
- 1910:
  - Abraham Bornsztajn, polski rabin, cadyk (ur. 1839)
  - Butrus Ghali, egipski polityk, premier Egiptu (ur. 1846)
  - Józef Głodowski, polski aktor (ur. 1860)
- 1911 – Józef Montwiłł, polski ziemianin, bankier, filantrop, polityk (ur. 1850)
- 1912 – Miguel Skrobot, brazylijski przedsiębiorca pochodzenia polskiego (ur. 1873)
- 1915 – Edward Likowski, polski duchowny katolicki, arcybiskup metropolita gnieźnieński i poznański i prymas Polski (ur. 1836)
- 1916 – Klas Pontus Arnoldson, szwedzki polityk, publicysta, laureat Pokojowej Nagrody Nobla (ur. 1844)
- 1917 – Aniela Zamoyska, polska księżna, właścicielka Kozłówki (ur. 1850)
- 1918:
  - Wolfgang Güttler, niemiecki pilot wojskowy, as myśliwski (ur. 1893)
  - Mikołaj Witczak (senior), polski lekarz (ur. 1857)
- 1919:
  - Habibullah Chan, król Afganistanu (ur. 1872)
  - Florian Piekarski, polski malarz (ur. 1868)
- 1920:
  - Ludwik Boratyński, polski historyk, nauczyciel (ur. 1867)
  - Hiacynta Marto, portugalska pastuszka, świadek objawienia maryjnego w Fátimie, święta (ur. 1910)
  - Robert Edwin Peary, amerykański badacz polarny (ur. 1856)
- 1921 – Josef Doubrava, czeski duchowny katolicki, biskup hradecki (ur. 1852)
- 1922 – Reinhard Mannesmann, niemiecki przemysłowiec, wynalazca (ur. 1856)
- 1923 – Damdin Suche Bator, mongolski dowódca wojskowy, polityk (ur. 1893)
- 1924:
  - Bronisław Layer, polski kapitan piechoty (ur. 1892)
  - Louis Albert Péringuey, francuski entomolog (ur. 1855)
- 1925 – Marco Enrico Bossi, włoski kompozytor, pianista, organista, pedagog (ur. 1861)
- 1926 – Paul-Eugene Roy, kanadyjski duchowny katolicki, arcybiskup Quebecu i prymas Kanady (ur. 1859)
- 1927 – Willard Saulsbury, amerykański polityk (ur. 1861)
- 1928 – Antonio Abetti, włoski astronom, wykładowca akademicki (ur. 1846)
- 1929:
  - Manuel Díaz, kubański szermierz (ur. 1874)
  - James McColl, australijski polityk (ur. 1844)
  - Carl Sonnenschein, niemiecki duchowny katolicki, teolog, filozof, działacz i reformator społeczny (ur. 1876)
- 1932:
  - Georges Casanova, francuski szpadzista (ur. 1890)
  - Karolina Matylda ze Szlezwika-Holsztynu-Sonderburga-Augustenburga, niemiecka arystokratka (ur. 1860)
- 1933:
  - Takiji Kobayashi, japoński pisarz, działacz protestancki (ur. 1903)
  - Bolesław Zaleski, polski generał brygady (ur. 1866)
- 1935:
  - Alina Bondy-Glassowa, polska malarka, kolekcjonerka dzieł sztuki (ur. 1865)
  - Sante De Sanctis, włoski psychiatra, psycholog (ur. 1862)
- 1936:
  - Victor H. Metcalf, amerykański polityk (ur. 1853)
  - Alexander Tamanian, ormiański architekt, wykładowca akademicki (ur. 1878)
- 1937 – Dimityr Tonczew, bułgarski prawnik, polityk (ur. 1859)
- 1938 – Józef Miłobędzki, polski leśnik, urzędnik (ur. 1877)
- 1939 – Moisiej Sznejerson, radziecki funkcjonariusz służb specjalnych pochodzenia żydowskiego (ur. 1901)
- 1940:
  - Ludwik Mzyk, polski werbista, męczennik, błogosławiony (ur. 1905)
  - George Periolat, amerykański aktor (ur. 1874)
  - Leon Sternbach, polski filolog klasyczny, bizantynista, wykładowca akademicki pochodzenia żydowskiego (ur. 1864)
- 1941:
  - Georges Minne, belgijski rzeźbiarz (ur. 1866)
  - Edward Pilch, polski porucznik pilot (ur. 1916)
- 1942:
  - Juliusz Bursche, polski duchowny ewangelicki, biskup, działacz niepodległościowy (ur. 1862)
  - Mieczysław Stecewicz, polski major piechoty (ur. 1894)
  - Annie Vivanti, włoska pisarka, poetka (ur. 1866)
- 1943 – Kazimierz Kolbuszewski, polski historyk literatury (ur. 1884)
- 1944 – Florian Marciniak, polski harcmistrz, instruktor harcerski, pierwszy naczelnik Szarych Szeregów (ur. 1915)
- 1945:
  - Juliana Edelburgis Kubitzki, niemiecka zakonnica, Służebnica Boża (ur. 1905)
  - Julia Rodzińska, polska dominikanka, męczennica, błogosławiona (ur. 1899)
- 1951 – Charles Fergusson, brytyjski arystokrata, generał, polityk, gubernator generalny Nowej Zelandii (ur. 1865)
- 1952 – Carlos Julio Arosemena Tola, ekwadorski bankowiec, polityk, p.o. prezydenta Ekwadoru (ur. 1888)
- 1953:
  - Francesco Saverio Nitti, włoski dziennikarz, polityk, premier Włoch (ur. 1868)
  - József Patai, węgierski dziennikarz, pisarz, tłumacz działacz syjonistyczny pochodzenia żydowskiego (ur. 1882)
  - Vilius Storostas-Vydūnas, litewski pisarz, nauczyciel, filozof, działacz narodowy w Prusach Wschodnich (ur. 1868)
- 1955 – Józef Jedlicz, polski pisarz, publicysta (ur. 1878)
- 1957 – Wiaczesław Małyszew, radziecki polityk (ur. 1902)
- 1958:
  - Andrzej Janeczek, polski działacz komunistyczny, socjalistyczny i związkowy (ur. 1882)
  - Al Lichtman, amerykański przedsiębiorca i producent filmowy pochodzenia żydowskiego (ur. 1888)
- 1959 – George Archainbaud, amerykański reżyser filmowy i telewizyjny pochodzenia francuskiego (ur. 1890)
- 1960:
  - Karl Gustafsson, szwedzki piłkarz (ur. 1888)
  - Ferdinand Neuling, niemiecki generał (ur. 1885)
  - Leonard Woolley, brytyjski archeolog (ur. 1880)
  - Adone Zoli, włoski polityk, premier Włoch (ur. 1887)
- 1962:
  - Halliwell Hobbes, brytyjski aktor (ur. 1877)
  - Folke Johnson, szwedzki żeglarz sportowy (ur. 1887)
- 1963:
  - Ferenc Fricsay, węgierski dyrygent (ur. 1914)
  - Henri Hens, belgijski kolarz torowy (ur. 1889)
  - Eustachy Sapieha, polski polityk, minister spraw zagranicznych (ur. 1881)
- 1965:
  - René Jeannel, francuski przyrodnik, zoolog, botanik, geolog, paleontolog (ur. 1879)
  - Michał Waszyński, polski reżyser, scenarzysta i montażysta filmowy pochodzenia żydowskiego (ur. 1904)
- 1966:
  - Chester Nimitz, amerykański admirał (ur. 1885)
  - Paul Zielinski, niemiecki piłkarz (ur. 1911)
- 1968:
  - Anthony Asquith, brytyjski reżyser filmowy (ur. 1902)
  - Hanna Brochocka-Winczewska, polska aktorka, tancerka (ur. 1913)
- 1969 – Ernest Ansermet, szwajcarski dyrygent, kompozytor, teoretyk muzyki (ur. 1883)
- 1970 – João Café Filho, brazylijski polityk, prezydent Brazylii (ur. 1899)
- 1971:
  - Josef Börjesson, szwedzki piłkarz, bramkarz (ur. 1891)
  - Jan Procházka, czeski polityk, dramaturg, scenarzysta (ur. 1929)
  - James Stuart, brytyjski arystokrata, polityk (ur. 1897)
- 1972:
  - Zbigniew Gajewski, polski działacz ruchu robotniczego (ur. 1907)$
  - Maria Goeppert-Mayer, amerykańska fizyk, wykładowczyni akademicka, laureatka Nagrody Nobla pochodzenia niemieckiego (ur. 1906)
  - Stanisław Mróz, polski nauczyciel, działacz społeczny, polityk, poseł na Sejm RP (ur. 1890)
- 1973 – Dimityr Peszew, bułgarski prawnik, polityk (ur. 1894)
- 1974 – Tomasz Konarzewski, polski bokser (ur. 1904)
- 1975:
  - Ernest Haley, brytyjski lekkoatleta, sprinter i płotkarz (ur. 1885)
  - Siegfried Heine, niemiecki generał major (ur. 1883)
  - Georges Hellebuyck (ojciec), belgijski żeglarz sportowy (ur. 1890)
- 1976:
  - René Cassin, francuski prawnik, polityk, laureat Pokojowej Nagrody Nobla (ur. 1887)
  - Kathryn Kuhlman, amerykańska kaznodziejka, ewangelistka (ur. 1906)
  - André Thiellement, francuski szachista (ur. 1906)
- 1977:
  - Jean Capelle, belgijski piłkarz (ur. 1913)
  - Józef Mazur, polski fizyk (ur. 1896)
- 1979 – Nereo Rocco, włoski piłkarz, trener (ur. 1912)
- 1982 – Jim Bradley, amerykański koszykarz (ur. 1952)
- 1983:
  - Aniela Miszczykówna, polska aktorka, tancerka (ur. 1913)
  - Tomas Ojeda, chilijski piłkarz (ur. 1910)
- 1984 – Fikrət Əmirov, azerski kompozytor (ur. 1922)
- 1985 – Isaac Kashdan, amerykański szachista, dziennikarz i trener szachowy pochodzenia żydowskiego (ur. 1905)
- 1987 – Jan Ciecierski, polski aktor (ur. 1899)
- 1988:
  - Bob O’Farrell, amerykański baseballista (ur. 1896)
  - Zygmunt Ostrowski, polski polityk, minister przemysłu ciężkiego (ur. 1911)
- 1989:
  - Aleksandr Miedwiedkin, rosyjski reżyser filmowy (ur. 1900)
  - Manuel Rosas, meksykański piłkarz, trener (ur. 1912)
  - Alex Thépot, francuski piłkarz, bramkarz, trener (ur. 1906)
- 1992:
  - Muhammad Asad, austriacki dziennikarz, podróżnik, pisarz, językoznawca, myśliciel, reformator, dyplomata, politolog, muzułmanin pochodzenia żydowskiego (ur. 1900)
  - Roberto D’Aubuisson, salwadorski polityk (ur. 1943)
- 1993:
  - Marian Bublewicz, polski kierowca rajdowy (ur. 1950)
  - Ferruccio Lamborghini, włoski przemysłowiec (ur. 1916)
- 1994:
  - Józef Michał Chomiński, polski muzykolog, pedagog pochodzenia ukraińskiego (ur. 1906)
  - Ryszarda Czepulis-Rastenis, polska historyk, wykładowczyni akademicka (ur. 1928)
  - Władimir Drużnikow, rosyjski aktor (ur. 1922)
  - Rolf Jacobsen, norweski poeta (ur. 1907)
  - Enzo Rosa, włoski piłkarz (ur. 1913)
- 1995 – Robert Bolt, brytyjski scenarzysta filmowy (ur. 1924)
- 1996:
  - Solomon Asch, amerykański psycholog pochodzenia żydowskiego (ur. 1907)
  - Gheorghe Dumitrescu, rumuński kompozytor (ur. 1914)
  - Tōru Takemitsu, japoński kompozytor (ur. 1930)
- 1997:
  - Afonsinho, brazylijski piłkarz (ur. 1914)
  - Artur Machado, brazylijski piłkarz (ur. 1909)
  - Stan Pearson, angielski piłkarz, trener (ur. 1919)
- 1998:
  - Jewgienij Murawjow, radziecki polityk (ur. 1929)
  - Zbigniew Zawistowski, polski architekt, urbanista (ur. 1944)
- 1999:
  - Sarah Kane, brytyjska dramaturg (ur. 1971)
  - Gene Siskel, amerykański krytyk filmowy (ur. 1946)
- 2000:
  - Jean Dotto, francuski kolarz szosowy (ur. 1928)
  - Otello Martelli, włoski operator filmowy (ur. 1902)
  - Anatolij Sobczak, rosyjski prawnik, polityk pochodzenia polsko-czeskiego (ur. 1937)
- 2001:
  - Irina Bugrimowa, rosyjska treserka lwów (ur. 1910)
  - Rosemary DeCamp, amerykańska aktorka (ur. 1910)
  - Nam Sung-yong, koreański lekkoatleta, maratończyk (ur. 1912)
  - Tadeusz Tokarzewski, polski ekonomista, wykładowca akademicki (ur. 1940)
- 2002:
  - Henryk Kosk, polski ekonomista, oficer, historyk wojskowości (ur. 1922)
  - Branko Stanković, jugosłowiański piłkarz, trener (ur. 1921)
- 2003:
  - Maurice Blanchot, francuski pisarz, filozof, teoretyk literatury (ur. 1907)
  - Ty Longley, amerykański gitarzysta, członek zespołu Great White (ur. 1971)
  - Pat Morton, południowoafrykański zapaśnik (ur. 1920)
  - Jerzy Passendorfer, polski reżyser filmowy (ur. 1923)
  - Maria Irena Sowicka, polska reżyserka teatralna, malarka (ur. 1915)
  - Jan Józef Szczepański, polski pisarz, eseista, reporter, scenarzysta filmowy, tłumacz, taternik, podróżnik (ur. 1919)
- 2004 – Jiří Ruml, czeski dziennikarz, polityk, działacz opozycji antykomunistycznej (ur. 1925)
- 2005:
  - Pam Bricker, amerykańska wokalistka jazzowa i trip-hopowa (ur. 1954)
  - Sandra Dee, amerykańska aktorka (ur. 1942)
  - Doug Farquhar, szkocko-amerykański piłkarz (ur. 1921)
  - Josef Holeček, czeski kajakarz, kanadyjkarz (ur. 1921)
  - Jacques Ploncard d’Assac, francuski pisarz, publicysta, skrajnie prawicowy polityk (ur. 1910)
  - John Raitt, amerykański aktor (ur. 1917)
  - Mirosław Stankiewicz, polski fotoreporter, publicysta, redaktor (ur. 1937)
  - Hunter S. Thompson, amerykański dziennikarz, pisarz (ur. 1937)
  - Jef van de Vijver, holenderski kolarz torowy i szosowy (ur. 1915)
  - Tina Wiseman, amerykańska aktorka, piosenkarka pochodzenia polinezyjsko-samoańskiego (ur. 1965)
  - Jimmy Young, amerykański bokser (ur. 1949)
  - Mieczysław Zaniewski, polski kowal, artysta ludowy (ur. 1913)
- 2006:
  - Paul Marcinkus, amerykański duchowny katolicki, arcybiskup pochodzenia litewskiego (ur. 1922)
  - Lucjan Wolanowski, polski pisarz, tłumacz (ur. 1920)
- 2007:
  - Ihab Kareem, iracki piłkarz (ur. 1981)
  - Carl-Henning Pedersen, duński malarz (ur. 1913)
  - Zilla Huma Usman, pakistańska obrończyni praw człowieka (ur. 1971)
- 2008:
  - Janina Miščiukaitė, litewska piosenkarka, klarnecistka (ur. 1948)
  - Stanisław Swatowski, polski lekkoatleta, sprinter (ur. 1934)
  - Ignacy Święcicki, polski inżynier, pamiętnikarz (ur. 1911)
- 2009 – Robert Quarry, amerykański aktor (ur. 1925)
- 2010 – Alexander Haig, amerykański generał, polityk, sekretarz stanu (ur. 1924)
- 2011 – Troy Jackson, amerykański koszykarz (ur. 1973)
- 2012:
  - Renato Dulbecco, włoski onkolog, wirusolog, laureat Nagrody Nobla (ur. 1914)
  - Asar Eppel, rosyjski pisarz, tłumacz (ur. 1935)
  - Sebhat Gebre-Egziabher, etiopski pisarz, dziennikarz (ur. 1936)
  - Imanuel Geiss, niemiecki historyk (ur. 1931)
  - Lydia Lamaison, argentyńska aktorka (ur. 1914)
  - Józef Uznański, polski ratownik i przewodnik tatrzański, instruktor narciarski (ur. 1924)
  - Sullivan Walker, amerykański aktor pochodzenia trynidadzko-tobagijskiego (ur. 1946)
  - Witalij Worotnikow, rosyjski polityk, premier Rosyjskiej FSRR (ur. 1926)
- 2013:
  - Romuald Mazurek, polski siatkarz (ur. 1929)
  - Antonio Roma, argentyński piłkarz (ur. 1932)
- 2014:
  - Rafael Addiego Bruno, urugwajski prawnik, polityk, samozwańczy prezydent Urugwaju (ur. 1923)
  - Tennent Bagley, amerykański funkcjonariusz CIA (ur. 1925)
  - Antoinette Fouque, francuska feministka, polityk (ur. 1936)
- 2015:
  - Lidzija Arabiej, białoruska pisarka, krytyk literacki, literaturoznawczyni (ur. 1925)
  - Patricia Norris, amerykańska kostiumograf, scenograf (ur. 1931)
  - Grzegorz Sitarski, polski astronom, wykładowca akademicki (ur. 1929)
  - Markku Tuokko, fiński lekkoatleta, dyskobol i kulomiot (ur. 1951)
  - Antoni Wicherek, polski dyrygent (ur. 1929)
- 2016:
  - Fernando Cardenal, nikaraguański jezuita, teolog wyzwolenia, polityk (ur. 1934)
  - Ryszard Filipiak, polski hokeista, trener (ur. 1932)
  - Ove Verner Hansen, duński aktor (ur. 1932)
  - Kim Seong-jip, południowokoreański sztangista (ur. 1919)
  - Jan Modrzakowski, polski bokser (ur. 1938)
  - Muhamed Mujić, jugosłowiański piłkarz (ur. 1933)
- 2017:
  - Witalij Czurkin, rosyjski dyplomata (ur. 1952)
  - Marian Łohutko, polski prozaik, autor sztuk scenicznych i słuchowisk (ur. 1942)
  - Tadeusz Szafer, polski architekt, urbanista, historyk sztuki (ur. 1920)
- 2018:
  - Robert Abbott, amerykański autor gier (ur. 1933)
  - Jiichirō Date, japoński zapaśnik (ur. 1952)
  - Arnaud Geyre, francuski kolarz szosowy (ur. 1935)
  - Franciszek Kostrubiec, polski profesor nauk technicznych (ur. 1932)
  - Agnieszka Kotulanka, polska aktorka (ur. 1956)
  - Zigmas Zinkevičius, litewski filolog, językoznawca, lituanista, wykładowca akademicki, polityk, minister edukacji i nauki (ur. 1925)
- 2019:
  - Dominick Argento, amerykański kompozytor pochodzenia włoskiego (ur. 1927)
  - Michel Bechet, francuski kolarz szosowy (ur. 1941)
  - Claude Goretta, szwajcarski reżyser i scenarzysta filmowy (ur. 1929)
- 2020:
  - Jan Bystrek, polski botanik (ur. 1934)
  - Peter Louis Cakü, birmański duchowny katolicki, biskup Kengtung (ur. 1952)
  - Sławomir Cywoniuk, polski perkusista, członek zespołu Dead Infection (ur. 1970)
  - Andrzej Kasten, polski rzeźbiarz (ur. 1923)
- 2021:
  - Mauro Bellugi, włoski piłkarz (ur. 1950)
  - Mieczysław Chorąży, polski onkolog, profesor nauk medycznych, uczestnik powstania warszawskiego (ur. 1925)
  - Chris Craft, brytyjski kierowca wyścigowy (ur. 1939)
  - Nicola Tempesta, włoski judoka (ur. 1935)
- 2022:
  - Eduardo Bonomi, urugwajski polityk, minister pracy i opieki społecznej, minister spraw wewnętrznych (ur. 1948)
  - Joni James, amerykańska piosenkarka (ur. 1930)
  - Krystyna Meissner, polska reżyserka teatralna (ur. 1933)
  - Jerzy Szperkowicz, polski pisarz, dziennikarz, reporter, publicysta (ur. 1933)
- 2023:
  - Stanisław Grygiel, polski filozof, filolog, wykładowca akademicki (ur. 1934)
  - Jerzy Krechowicz, polski malarz, grafik, scenograf teatralny (ur. 1937)
  - Miklós Lendvai, węgierski piłkarz (ur. 1975)
- 2024:
  - Erik Bergkvist, szwedzki samorządowiec, polityk, eurodeputowany (ur. 1965)
  - Andreas Brehme, niemiecki piłkarz, trener (ur. 1960)
  - Vasile Dîba, rumuński kajakarz (ur. 1954)
  - Martin Hole, norweski biegacz narciarski (ur. 1959)
  - Anfinn Kallsberg, farerski polityk, premier Wysp Owczych (ur. 1947)
  - Roberto Pérez, boliwijski piłkarz (ur. 1960)
  - Leon Piesowocki, polski malarz (ur. 1925)
  - Robert Reid, amerykański koszykarz, trener (ur. 1955)
  - Władimir Samsonow, rosyjski reżyser filmów animowanych (ur. 1936)
  - Charles Swini, malawijski piłkarz (ur. 1985)
  - Aleksandra Witkowska, polska urszulanka, historyk (ur. 1930)
- 2025:
  - Franck Étienne, haitański prozaik, poeta, dramaturg, muzyk, malarz (ur. 1936)
  - Zdzisław Kłeczek, polski inżynier górnik, profesor nauk technicznych (ur. 1937)
  - Roger Romani, francuski urzędnik państwowy, polityk, minister, wiceprzewodniczący Senatu (ur. 1934)